# دنيس بي لوكهارت
دنيس بي لوكهارت (بالإنجليزية: Dennis P. Lockhart)‏ هو اقتصادي وأستاذ جامعي أمريكي، ولد في 1 فبراير 1947 في بيكرسفيلد في الولايات المتحدة.

## وصلات خارجية
- دنيس بي لوكهارت على موقع إن إن دي بي (الإنجليزية)